# Elzenbroek (BWK)
Het elzenbroek is een karteringseenheid in de Biologische Waarderingskaart (BWK) van Vlaanderen en het Brussels Hoofdstedelijk Gewest met als code 'vm'.
In de vegetatiekunde wordt dit biotoop vertegenwoordigd door twee associaties, het moerasvaren-elzenbroek en het elzenzegge-elzenbroek.
Het elzenbroek staat gewaardeerd als 'Biologisch zeer waardevol'.

## Naamgeving, etymologie en codering
- BWK-code: vm
- Syntaxoncode (Nederland): 39Aa1 Moerasvaren-elzenbroek (Thelypterido-Alnetum) en 39Aa2 Elzenzegge-elzenbroek (Carici elongatae-Alnetum)

## Kenmerken
Elzenbroeken zijn gebonden aan standplaatsen met een permanent hoge grondwaterspiegel, gelijk aan of net onder het maaiveld, met weinig schommelingen in het waterpeil, en matig tot voedselrijk water. Het komt voor op venige bodems in beekvalleien en laagveengebieden. 

### Soortensamenstelling
De boomlaag is dikwijls er ijl en open, en wordt gedomineerd door zwarte els, plaatselijk vergezeld door zachte berk. De struiklaag is daarentegen soms zeer dicht en bevat geoorde en grauwe wilg.
Voor een compleet overzicht van de indicatieve soorten, zie de associaties moerasvaren-elzenbroek en  elzenzegge-elzenbroek.

## Verspreiding en voorkomen
Elzenbroeken worden voornamelijk gevonden in de Kempen, en daarbuiten en in de valleien van de Demer en de Dijle. Plaatselijk komt het voor in de vallei van de Beneden-Schelde, de Dender en de Zeverenbeek bij Deinze, op de Oude Stadswallen van Damme, in het Leen te Eeklo en in het Waaslandse Krekengebied.